# (69754) Mosesmendel
(69754) Mosesmendel est un astéroïde de la ceinture principale.

## Description
(69754) Mosesmendel est un astéroïde de la ceinture principale. Il fut découvert le 26 juin 1998 à La Silla par Eric Walter Elst. Il présente une orbite caractérisée par un demi-grand axe de 2,65 UA, une excentricité de 0,20 et une inclinaison de 12,2° par rapport à l'écliptique.

## Compléments